# Рейндорф, Гюнтер-Фридрих Германович
Гю́нтер-Фри́дрих Ге́рманович Рейндорф (эст. Günther-Friedrich Reindorff; 14 (26) января 1889 года, Санкт-Петербург — 14 марта 1974 года, Таллин) — эстонский, советский художник-живописец, график, книжный иллюстратор, педагог. Народный художник СССР (1969). Автор эскизов денежных знаков и оригиналов почтовых марок.

## Биография
Гюнтер Рейндорф родился 14 (26) января 1889 года в Санкт-Петербурге.
В 1897 году семья переехала в Ревель, где будущий художник учился в реальной школе, по окончании которой возвратился в Санкт-Петербург. В 1905 году поступил в Центральное училище технического рисования барона Штиглица, где учился прикладной графике и параллельно занимался в классах театральной декорации и офорта. Среди его педагогов — театральный художник, профессор П. Б. Ламбин, Н. З. Панов. Окончив училище в 1913 году, получил поощрительную училищную командировку для стажировки во Франции, Италии и Испании, где провёл с 1914 по 1915 год. Однако, в связи с началом Первой мировой войны, пришлось прервать поездку и возвратиться в Россию.
После возвращения некоторое время работал сначала в Петроградской Экспедиции заготовления государственных бумаг, а затем в Гознаке в Москве.
В 1920 году вернулся в Таллин. С 1920 по 1943 и 1950 по 1958 годы преподавал в Государственной индустриальной школе искусств (с 1940 — Государственная школа прикладных искусств имени Я. Коорта, с 1951 — Государственный институт художеств Эстонской ССР, ныне Эстонская академия художеств). Профессор с 1951 года.
Ещё в молодости начал коллекционировать насекомых. В дальнейшем стал серьёзным энтомологом.
Член-корреспондент Академии художеств СССР (1958)
Умер 14 марта 1974 года в Таллине. Похоронен на Лесном кладбище.

## Творческая деятельность
Стиль художника оформился ещё в 1910—1920 годах под влиянием модерна и ар-деко, творчества Сергея Чехонина и Ивана Билибина. До 1941 года работал преимущественно в области станковой и прикладной графики в различных техниках гравюры. Доминирующей в его творчестве была пейзажная графика. В эти годы выполнил большие серии, посвящённые острову Пакри (1921), южной Эстонии (1922), старому Таллину (1923—1924), северному побережью и южной Эстонии (1925), островам Суурсари, Суур-Тютарсаар и Вяйке-Тютарсаар (1926). В жанре пейзажа работал и в 1930-е годы, создавая картины на побережье Эстонии и в окрестностях Таллина.
В годы немецко-фашистской оккупации Эстонии жил в рыбацкой деревушке Хаапсе. Здесь занимался станковой графикой, создав такие гравюры, как «Вечер на острове Вормси» (1943), «Вечерний пейзаж» (1944). В панорамных листах, отличающихся каллиграфически тщательной прорисовкой деталей, художник стремился создать обобщённый образ эстонской природы.
В 1944 году пожар уничтожил его мастерскую, в которой погибли практически все работы, архив и библиотека художника.
В послевоенные годы уезхал в Закавказье. Итогом этой поездки стала серия об Армении, выполненная в 1946 году. В работах «Горы близ деревни Бжни», «Развалины часовни», «Долина реки Сап» художник передал характерные черты природных красот Армении. Ещё одну графическую серию, посвящённую Закавказью создал в 1947 году. В листах этого цикла художник тяготеет к обобщению и символике.
Ещё в 1941 году начал заниматься книжной иллюстрацией. На рубеже 1940-х — 1950-х годов создал иллюстрации к «Мёртвым душам» Н. В. Гоголя, «Следам на песке» Й. Семпера, «Рассказам о Даугаве» Ю. Ванага. Наиболее значительны его иллюстрации к «Сказкам» А. С. Пушкина (1946—1947), за которые был награждён Государственной премией Эстонской ССР (1949), а также к «Старинным эстонским народным сказаниям» Ф. Крейцвальда (1945—1951).
Во второй половине 1950-х — 1960-х годах с особой силой раскрылась зрелость стиля художника. В это время создал серии работ по мотивам Рыуге (южная Эстония, 1955—1956) и острова Сааремаа (1958—1959). Синтезировал хранимые в памяти впечатления в обобщённые картины родной природы — «Стелется ночь», «Жаркие дни августа», «Вечер над озером» (карандаш, 1955, Художественный музей Эстонской ССР, Таллин). Одна из последних работ художника «Морские просторы. Воспоминание об острове Муху» была выполнена им в 1974 году.
Помимо многих графических листов, он — автор большого числа воинских знаков и экслибрисов, различных дипломов и рекламных листов. Автор цветного проекта государственного герба РСФСР (июль 1920), выполненного для государственной печати художником А. Н. Лео.

### Создание денежных знаков
Художником были созданы эскизы первых советских денежных знаков.
С 1922 по 1932 год был художником-консультантом Государственной типографии Эстонии, где печатались казначейские билеты. В 1926 году завоевал Первую премию на конкурсе денежных знаков Эстонии. По его эскизам были выпущены банкноты в 50 крон (1929), 20 крон (1932) и 10 крон (1937). Они впечатляют высоким уровнем мастерства, филигранным стилем, большими художественными и полиграфическими достоинствами и занимают видное место в эстонской графике. На банкноте в 50 крон воспроизведена картина северного побережья Эстонии, на десяти- и двадцатикроновых банкнотах помещены собирательные образы эстонских крестьян.

### Создание почтовых марок
В начале 1920-х годов активно занимался филателистической гравюрой. Он — автор трёх оригиналов марок, по которым выпущено семь почтовых марок разной номинальной стоимости. Ему принадлежит рисунок марок первого и второго стандартных выпусков РСФСР «Символы рабочего труда» («Молот и наковальня») (ЦФА [АО «Марка»] № 5, 12 и 13) и «Символы науки и искусства» (ЦФА [АО «Марка»] № 10), а также третьего стандартного выпуска РСФСР «Рука рабочего с молотом на фоне промышленного пейзажа» (ЦФА [АО «Марка»] № 38, 41 и 42).
Автор нескольких серий эстонских марок.

Почтовые марки РСФСР, созданные по эскизам Г. Рейндорфа
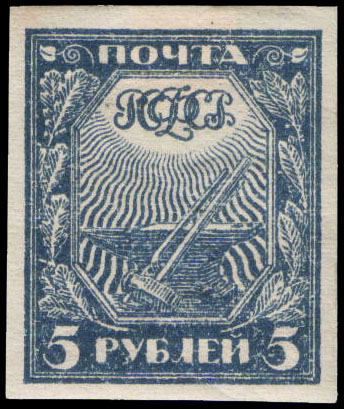
Марка 1-го стандартного выпуска РСФСР «Символы рабочего труда» (1921, 5 рублей)
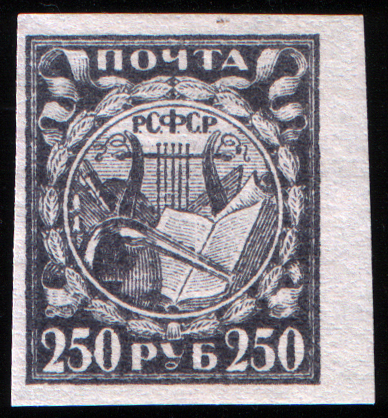
Марка 2-го стандартного выпуска РСФСР «Символы науки и искусства» (1921, 250 рублей)
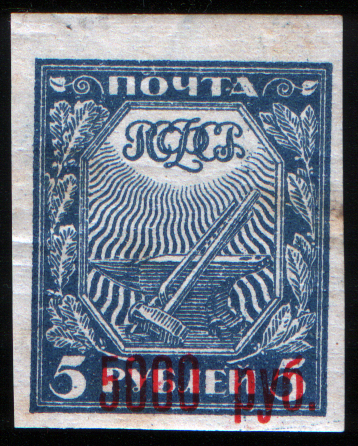
Марка вспомогательного выпуска «Символы рабочего труда» (1922, надпечатка 5000 на 5 рублей)
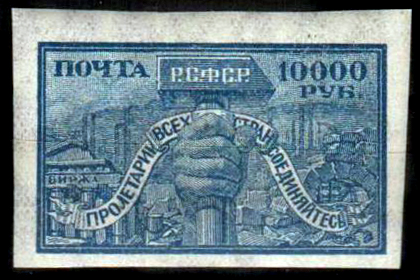
Марка 3-го стандартного выпуска «Рука рабочего с молотом на фоне промышленного пейзажа» (1922, 10 000 рублей)

## Выставки
Выставки художника проходили в Таллине, Тарту и Москве в 1956, 1969, 1970, 1974 и 1997 годах.

## Звания и награды
- Заслуженный деятель искусств Эстонской ССР
- Народный художник Эстонской ССР (1957)
- Народный художник СССР (1969)
- Государственная премия Эстонской ССР (1949) — за иллюстрации к «Сказкам» А. С. Пушкина (1946—1947)
- Орден Ленина (1956)
- Орден Дружбы народов (1974)
- Орден «Знак Почёта»
- 1 орден.

Вошёл в составленный в 1999 году по результатам письменного и онлайн-голосования список 100 великих деятелей Эстонии XX века.

## Альбомные издания
- Гюнтер Рейндорф. Избранные произведения. — М.: Изд-во Академии художеств СССР, 1960.
- Гюнтер Рейндорф: Графика. [Альбом] / Б. Бернштейн. — М.: Советский художник, 1981. — 10 [18] с., с ил., 50 л. ил., цв.
- 20 reproduktsiooni. Günther Reindorff. — Tallinn : Eesti NSV Kunst, 1961.